# Gymnothorax castlei
Gymnothorax castlei är en fiskart som beskrevs av Böhlke och Randall, 1999. Gymnothorax castlei ingår i släktet Gymnothorax och familjen Muraenidae. Inga underarter finns listade i Catalogue of Life.